# Roux le Bandit

Roux le Bandit est un roman d’André Chamson paru en 1925 chez Grasset.

## Présentation
Parmi un auditoire de montagnards cévenols, "Monsieur André" (l’auteur ?) se fait raconter l’histoire de Roux. En août 1914, ce paysan refusa de suivre ses congénères mobilisés. Il préféra s’enfuir dans la montagne, ne revenant que sporadiquement dans la ferme où il laissait sa mère et ses sœurs. Toute la vallée condamnait cette désertion, et on espérait que les gendarmes retrouveraient celui qu’on surnommait désormais « le Bandit ». Mais au fil des mois et des années, après avoir appris l’horreur des tranchées, les gens de la montagne finirent par le comprendre. Et Roux n’hésitait plus à se montrer, à donner des coups de main çà et là, tout en expliquant sa conduite dictée par son respect de la Bible. C’est donc à regret que l’on apprit son arrestation à la fin de la guerre.

## Analyse et Commentaires
Ce court roman (moins de cent pages), qui ouvre une réflexion sur l’objection de conscience, est inspiré de l’histoire d’Alfred Roux, citoyen de Moissac-Vallée-Française.
André Gide appréciait ce roman et son ton « rude, âpre parfois, sans jamais être rauque, avec de subites tendresses comme involontaires et tempérées par une sorte de virile pudeur. »